# Paul Lieberman
Pour les articles homonymes, voir Lieberman.
Paul Lieberman est un journaliste et un écrivain américain auteur du livre Tales from the Gangster Squad, d'après sa série de chroniques LA Noir : Tales from the Gangster Squad parues en 2008 dans le journal Los Angeles Times. Une adaptation cinématographique a été tournée en 2012 sous le titre Gangster Squad, sortie en février 2013.